# Stephanit
Stephanit, bergmännisch auch als Sprödglanzerz beziehungsweise Sprödglaserz sowie Schwarzgültig(erz) und Schwarzsilberglanz bekannt, ist ein relativ selten vorkommendes Mineral aus der Mineralklasse der „Sulfide und Sulfosalze“ mit der Zusammensetzung Ag5[S|SbS3] und damit chemisch gesehen ein komplexes Silber-Antimon-Sulfid, dass strukturell zu den Sulfosalzen zählt.
Stephanit kristallisiert im orthorhombischen Kristallsystem und entwickelt meist kurze, prismatische bis nadelige und längsgestreifte Kristalle, aber auch rosetten- und treppenförmige oder massige Mineral-Aggregate von bleigrauer bis eisenschwarzer Farbe bei schwarzer Strichfarbe. An der Luft läuft er gelegentlich matt-schwarz oder buntfarbig an. Die Oberflächen frischer Proben weisen einen metallischen Glanz auf.

## Etymologie und Geschichte

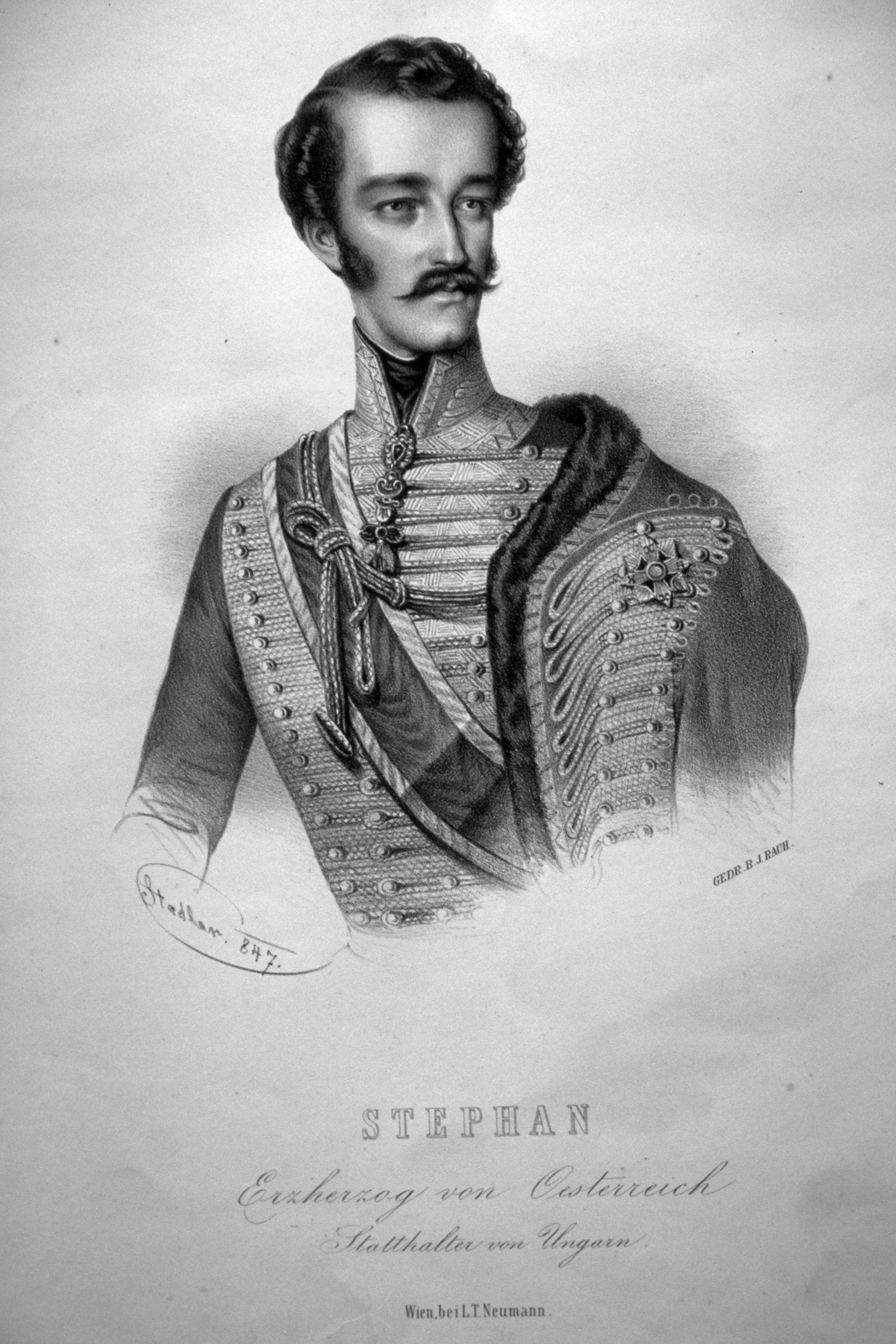
Namensgeber Erzherzog Stephan von Österreich, 1847

Stephanit war bereits den Bergleuten im Mittelalter als reiches Silbererz bekannt, allerdings unter den Bezeichnungen Sprödglaserz und Röschgewächs (mittelhochdeutsch für frisch, hart, spröde oder auch knusprig, kross) im Gegensatz zum Weichgewächs, dem heutigen Silberglanz bzw. Akanthit. Die Bezeichnung Sprödglaserz übernahm auch Abraham Gottlob Werner (1789) in seinen mineralogischen Aufzeichnungen. Durch Lautverschiebung wandelte sich aber noch zu Werners Zeiten „glas“ zu „glanz“, daher findet sich unter anderem bei Friedrich Hausmanns Handbuch der Mineralogie (1813) die Bezeichnung Sprödglanzerz. Gelegentlich waren auch noch Schwarzgültigerz, Schwarzgülden oder seltener Schwarzerz in Anlehnung an die oft schwarze Farbe des Stephanits im Umlauf.
Den bis heute gültigen Namen Stephanit erhielt das Mineral 1845 von Wilhelm Ritter von Haidinger, der es zu Ehren von Erzherzog Stephan von Österreich nach diesem benannte.
Als Typlokalität gilt der Freiberger Bergbaubezirk in Sachsen. Ein Aufbewahrungsort für das Typmaterial des Minerals ist nicht bekannt.
Da der Stephanit bereits lange vor der Gründung der International Mineralogical Association (IMA) bekannt und als eigenständige Mineralart anerkannt war, wurde dies von ihrer Commission on New Minerals, Nomenclature and Classification (CNMNC) übernommen und bezeichnet den Stephanit als sogenanntes „grandfathered“ (G) Mineral. Die ebenfalls von der IMA/CNMNC anerkannte Kurzbezeichnung (auch Mineral-Symbol) von Stephanit lautet „Sph“.

## Klassifikation
Bereits in der veralteten 8. Auflage der Mineralsystematik nach Strunz gehörte der Stephanit zur Mineralklasse der „Sulfide und Sulfosalze“ und dort zur Abteilung der „Komplexen Sulfide (Sulfosalze)“, wo er zusammen mit Alaskait (als Mineralgemenge diskreditiert), Antimonpearceit und Arsenpolybasit (reklassifiziert als Polytypen von Pearceit), Benjaminit, Pearceit, Polybasit, Smithit, Tapalpit (als Mineralgemenge diskreditiert) und Trechmannit die „Silberspießglanz-Gruppe“ mit der System-Nr. II/D.03 bildete.
Im zuletzt 2018 überarbeiteten und aktualisierten Lapis-Mineralienverzeichnis nach Stefan Weiß, das sich aus Rücksicht auf private Sammler und institutionelle Sammlungen noch nach dieser alten Form der Systematik von Karl Hugo Strunz richtet, erhielt das Mineral die System- und Mineral-Nr. II/E.06-010. In der „Lapis-Systematik“ entspricht dies ebenfalls der Abteilung „Sulfosalze (S : As,Sb,Bi = x)“, wo Stephanit zusammen mit Arcubisit, Fettelit und Selenostephanit eine eigenständige, aber unbenannte Gruppe bildet.
Die von der International Mineralogical Association (IMA) zuletzt 2009 aktualisierte 9. Auflage der Strunz’schen Mineralsystematik ordnet den Stephanit ebenfalls in die Klasse der „Sulfide und Sulfosalze“, dort allerdings in die neu definierte Abteilung der „Sulfarsenide, Sulfantimonide, Sulfbismutide“ ein. Diese ist zudem weiter unterteilt nach der Kristallstruktur und der möglichen Anwesenheit zusätzlichem Schwefels in der Formel, so dass das Mineral entsprechend seinem Aufbau und seiner Zusammensetzung in der Unterabteilung „Insel-Sulfarsenide (Neso-Sulfarsenide) usw., mit zusätzlichem Schwefel (S)“ zu finden ist, wo es nur noch zusammen mit Selenostephanit die nach ihm benannte „Stephanitgruppe“ mit der System-Nr. 2.GB.10 bildet.
Auch die vorwiegend im englischen Sprachraum gebräuchliche Systematik der Minerale nach Dana ordnet den Stephanit in die Klasse der „Sulfide und Sulfosalze“ und dort in die Abteilung der „Sulfosalze“ ein. Hier ist er zusammen mit Selenostephanit in der ebenfalls nach ihm benannten „Stephanitgruppe“ mit der System-Nr. 03.02.04 innerhalb der Unterabteilung der „Sulfosalze mit dem Verhältnis z/y = 4 und der Zusammensetzung (A+)i(A2+)j[ByCz], A = Metalle, B = Halbmetalle, C = Nichtmetalle“ zu finden.

## Kristallstruktur
Stephanit kristallisiert im orthorhombischen Kristallsystem in der Raumgruppe Cmc21 (Raumgruppen-Nr. 36) mit den Gitterparametern a = 7,84 Å; b = 12,47 Å und c = 8,54 Å sowie vier Formeleinheiten pro Elementarzelle.

## Eigenschaften

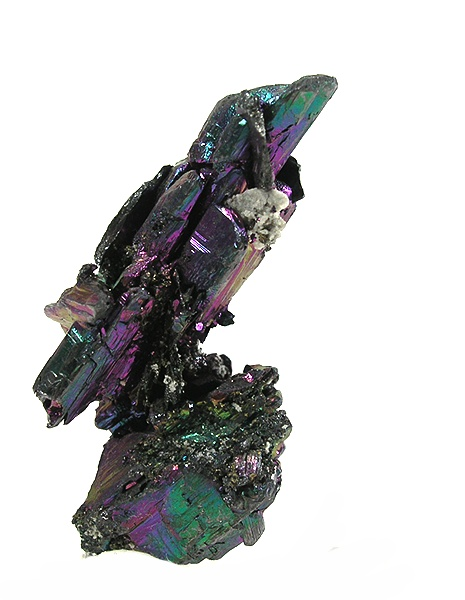
Buntfarbig angelaufener Stephanit aus der Husky Mine, Elsa, Galena Hill, Yukon, Kanada (Größe: 3,4 × 1,6 × 1,2 cm)

Vor dem Lötrohr auf Kohle wird Stephanit zunächst rissig und schmilzt dann, wobei sich ein Beschlag aus Antimon(III)-oxid bildet. Mit Soda erschmolzen bildet sich ein Silberkorn. Von verdünnter Salpetersäure wird Stephanit unter Ausfällung von Schwefel und Antimon(III)-oxid zersetzt.

## Bildung und Fundorte

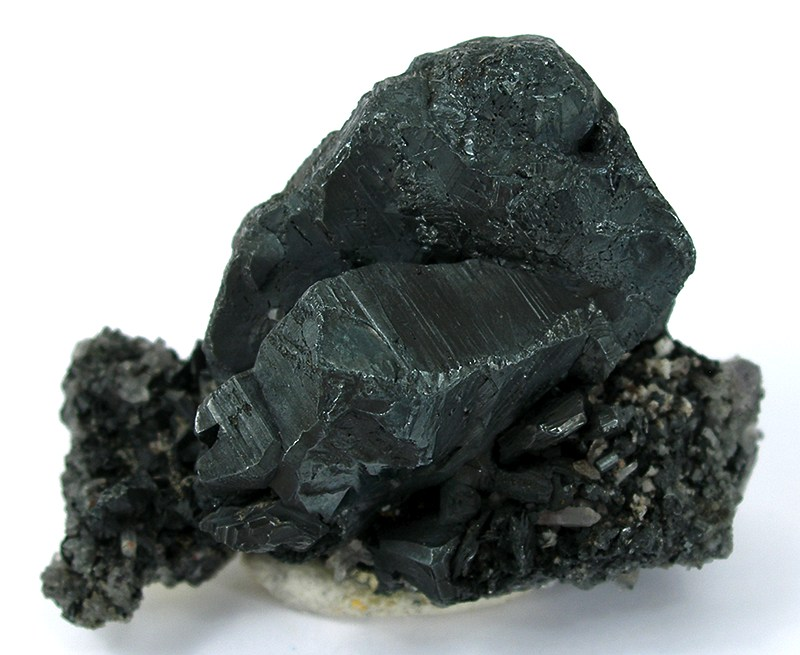
Große Kristalle von Stephanit aus der Los Chispas Mine, Sonora, Mexico (Größe: 6,5 × 5 × 4,5 cm)

Stephanit bildet sich hydrothermal in geologisch aktiven (rezenten) Störungszonen der Erdkruste. Dort ist es vor allem in Silber-Lagerstätten, begleitet von Akanthit, Galenit, gediegen Silber, Proustit, Pyrit, Sphalerit und Tetraedrit, zu finden.
Als relativ seltene Mineralbildung kann Stephanit an verschiedenen Fundorten zum Teil zwar reichlich vorhanden sein, insgesamt ist er aber wenig verbreitet. Weltweit sind bisher rund 670 Fundorte für Stephanit dokumentiert (Stand 2021). Neben seiner Typlokalität Freiberg, wo das Mineral in vielen Gruben der Umgebung zutage trat, konnte es in Deutschland unter anderem noch in mehreren Gruben bei Annaberg-Buchholz, Johanngeorgenstadt, Marienberg, Bärenstein und Schneeberg in Sachsen sowie an vielen weiteren Orten in Baden-Württemberg, Bayern, Hessen, Nordrhein-Westfalen und Niedersachsen gefunden werden.
In Österreich fand sich Stephanit an einigen Fundorten in Kärnten, Salzburg und der Steiermark und in der Schweiz sind bisher nur wenige Fundorte im Kanton Wallis (Binntal, Lötschental, Martigny) bekannt.
Bekannt aufgrund außergewöhnlicher Stephanitfunde mit Kristallen von mehreren Zentimetern Größe sind unter anderem Příbram (deutsch: Pibrans, älter auch Freiberg in Böhmen) und Jáchymov (deutsch Sankt Joachimsthal) in Tschechien sowie die Chispas-Mine bei Arizpe im mexikanischen Bundesstaat Sonora.
Weitere Fundorte liegen unter anderem in Argentinien, Australien, Bolivien, Bulgarien, Chile, China, Ecuador, Frankreich, Griechenland, Honduras, Indien, Italien, Japan, Kanada, Kasachstan, Kolumbien, Marokko, Norwegen, Peru, auf den Philippinen, in Polen, Portugal, Rumänien, Russland, Schweden, der Slowakei, Spanien, Tadschikistan, Ungarn, Usbekistan, im Vereinigten Königreich (Großbritannien) und den Vereinigten Staaten von Amerika (USA).

## Verwendung
Aufgrund des Silbergehalts von bis zu 68 % ist Stephanit ein wichtiges Silbererz.